# José de Medeiros
José de Medeiros (Colonia del Sacramento, junio de 1748 - Chuquisaca, ca. 1815) fue un funcionario colonial español de origen portugués, que ejerció como gobernador de la Intendencia de Salta del Tucumán, en el Virreinato del Río de la Plata a principios del siglo XIX.

## Biografía
Hijo de un oficial portugués, nació en Colonia del Sacramento, cuando esta era una posesión portuguesa. Durante un corto tiempo en que la ciudad pasó a poder de España, en 1761, pasó a Buenos Aires. Estudió en el Colegio de los jesuitas  de esa ciudad, para después desplazarse a Chuquisaca, donde se doctoró en derecho civil, derecho canónico y teología en la Universidad Mayor Real y Pontificia San Francisco Xavier de Chuquisaca. Ejerció la abogacía en esa ciudad por varios años.
Partió de regreso hacia Buenos Aires en 1776, pero al llegar a la ciudad de Salta se le encargó la administración de los bienes del fallecido gobernador Gerónimo Luis de Matorras. Dos años más tarde se casó con una viuda salteña y fue nombrado síndico procurador del cabildo. Poco después, el gobernador Andrés de Mestre lo nombró auditor de guerra de la provincia.
En 1783 fue nombrado fiscal de la Real Hacienda de la ciudad; se destacó por elaborar un padrón general de los indígenas de la provincia, con lo que aumentó la recaudación fiscal y disminuyó los abusos de los funcionarios coloniales.
Durante los años siguientes ejerció cargos como secretario de los sucesivos gobernadores de la provincia, encargado de la Junta de Temporalidades – administración de los bienes de los expulsados jesuitas – y otros cargos. En 1787 organizó una reducción de indígenas salvajes en los límites del Chaco, con 300 indios de la etnia Vilela. En varias oportunidades ejerció el gobierno delegado en la capital de la provincia, en ausencia de sus titulares. Compró una de las fincas más importantes de los alrededores de la ciudad de Salta, las "Lomas de Medeiros", en lo que hoy es un barrio de la ciudad.
En 1802 fue oidor de la Real Audiencia de Buenos Aires. Ejerciendo ese cargo se negó a prestar juramento de fidelidad al rey inglés cuando se produjeron la Invasiones Inglesas.
Lograda la Reconquista de la capital, fue nombrado teniente gobernador de la Intendencia de Salta del Tucumán, ocupando el cargo a mediados de 1807. Lo primero que debió hacer fue una intensa gira por la provincia, ocupándose de los prisioneros ingleses que habían sido enviados a varias ciudades del interior. Ocupó la gobernación en forma intermitente, ya que se dedicó a marcar los nuevos límites de la provincia y obispado de Salta y a otras complicadas visitas al interior de la provincia. Recibió la visita del general José Manuel de Goyeneche, enviado por la Junta Suprema de Sevilla, cuya actuación causó toda clase de complicaciones políticas en esos años.
En enero de 1809, el virrey Santiago de Liniers lo suspendió en el cargo, acusándolo de complicidad con la Asonada de Álzaga. Llamado a Buenos Aires, al llegar a Santiago del Estero fue arrestado y su equipaje embargado. Su reemplazante fue Nicolás de Villacorta y Ocaña y luego Nicolás Severo de Isasmendi. Reemplazado en su cargo Liniers, pudo marcharse a Chuquisaca, donde pensaba defender su gestión ante la Real Audiencia de Charcas, pero la Revolución de Chuquisaca de ese año lo obligó a volver hacia Salta. A principios del año siguiente viajó nuevamente a Charcas.
A mediados de mayo de 1810, el virrey Baltasar Hidalgo de Cisneros ordenó que fuese repuesto en sus funciones como gobernador interino, aunque esa orden fue emitida pocos días después de haber sido nombrado titular nuevamente Isasmendi. No hubo conflicto entre ambos gobernadores, ya que días después estallaba la Revolución de Mayo.
Medeiros no tuvo ninguna actuación política posterior, y es posible que haya fallecido hacia 1815 en Chuquisaca.
Su hijo fue un destacado realista de Chuquisaca, y su hija Gertrudis, casada con el coronel Juan José Fernández Cornejo, fue una destacada heroína de la guerra de independencia salteña. A su vez, dos de las hijas de esta se casaron con Alejandro y Felipe Heredia, caudillos federales.